# مارلين ساندرز
مارلين ساندرز (بالإنجليزية: Marlene Sanders)‏ هي صحفية أمريكية، ولدت في 10 يناير 1931 في كليفلاند في الولايات المتحدة، وتوفيت في 14 يوليو 2015 بسبب سرطان.

## وصلات خارجية
- مارلين ساندرز على موقع IMDb (الإنجليزية)
- مارلين ساندرز على موقع قاعدة بيانات الفيلم (الإنجليزية)